# 1992 (The Game)
1992 è l'ottavo album in studio del rapper statunitense The Game, pubblicato nel 2016.

## Tracce
1. Savage Lifestyle – 4:51
2. True Colors / It's On – 5:34
3. Bompton – 3:08
4. Fuck Orange Juice – 1:43
5. The Juice – 3:47
6. Young Niggas – 4:08
7. The Soundtrack – 4:14
8. I Grew Up on Wu-Tang – 2:55
9. However Do You Want It – 4:52
10. Baby You – 5:04
11. What Your Life Like – 3:24
12. 92 Bars – 5:58
13. All Eyez (feat. Jeremih) (bonus track) – 3:35

## Classifiche
| Classifica (2016) | Posizione raggiunta |
| ----------------- | ------------------- |
| Regno Unito       | 38                  |
| Stati Uniti       | 4                   |